# فريدريك جولي
فريدريك جولي (بالألمانية: Friedrich von Jolly) هو أستاذ جامعي وطبيب نفسي ألماني، ولد في 24 نوفمبر 1844 في هايدلبرغ في ألمانيا، وتوفي في 4 يناير 1904 في برلين في ألمانيا.